# Bansalan
Bansalan is een gemeente in de Filipijnse provincie Davao del Sur op het eiland Mindanao. Bij de laatste census in 2007 had de gemeente ruim 54 duizend inwoners.

## Geografie

### Bestuurlijke indeling
Bansalan is onderverdeeld in de volgende 26 barangays:
| - Alegre - Alta Vista - Anonang - Bitaug - Bonifacio - Buenavista - Darapuay - Dolo - Eman - Kinuskusan - Libertad - Linawan - Mabuhay | - Mabunga - Managa - Marber - New Clarin - Poblacion - Poblacion Dos - Rizal - Santo Niño - Sibayan - Tinongtongan - Tubod - Union |

## Demografie
Bansalan had bij de census van 2007 een inwoneraantal van 54.246 mensen. Dit zijn 2.465 mensen (4,8%) meer dan bij de vorige census van 2000. De gemiddelde jaarlijkse groei komt daarmee uit op 0,64%, hetgeen lager is dan het landelijk jaarlijks gemiddelde over deze periode (2,04%). Vergeleken met de census van 1995 is het aantal mensen met 5.352 (10,9%) toegenomen.

De bevolkingsdichtheid van Bansalan was ten tijde van de laatste census, met 54.246 inwoners op 157,75 km², 343,9 mensen per km².